# Свети Георги (Жеравино)
Вижте пояснителната страница за други значения на Свети Георги.
„Свети Георги Победоносец“ е българска църква в село Жеравино, община Кюстендил.
Църквата се намира в село Жеравино в близост до българо-сръбската граница. Построена е през 1893 г. върху основите на по стара църква с по-малки размери, градени от камъни и тухли, споени с хоросан. Църквата представлява трикорабна псевдобазилика, с два реда от по две колони, съединени с арки, разделящи корабите. Северната и южната стена са удължени на запад, съединени с аркада от две колони, поддържащи и отделението за хора. Църквата има една тристенна апсида и открит притвор. Над средния кораб има четири слепи купола, а страничните кораби са с плоски тавани с дъсчена обшивка. Иконостасът е с дъсчена направа без резба, изпълнен с растителни орнаменти, с изключение на олтарните двери и кръста, които са резбовани. Иконите и стенописите са рисувани от живописеца Евстатий Попдимитров от село Осой, днес в Северна Македония.
Църквата празнува на 6 май.